# Simón de Montfort (fallecido en 1188)
Simón (IV) de Montfort (fallecido en 1188) fue el señor de Montfort-l'Amaury desde 1181 a 1188. Fue el hijo de Simón III de Montfort, conde de Évreux y señor de Montfort-l'Amaury, y Matilde.

## Biografía
Su padre y su abuelo fueron vasallos del rey de Francia por Montfort y del duque de Normandía, es decir el rey de Inglaterra por Évreux. Ya que estos dos reyes estaban regularmente en guerra, los Montfort se encontraban a menudo en una situación incómoda, apoyando a un soberano y traicionando al otro. Simón III resolvió el problema dejando sus bienes normandos, incluyendo el condado de Évreux a su hijo mayor Amaury V y los bienes franceses (Montfort-l'Amaury, Bréthencourt, Rochefort-en-Yvelines) a su segundo hijo Simón.

## Matrimonio y descendencia
Se casó antes de 1170 con Amicia, hija de Robert de Beaumont, III conde de Leicester, y Petronila de Grandmesnil, y con ella tuvo a:
- Simón IV (o V) (fallecido en 1218), señor de Montfort, después vizconde de Bézier y Carcasona;
- Guido (fallecido en 1228), señor de Bréthencourt, después de Castres-en-Albigeois, fundador de una rama que se asentaría en Tierra Santa;
- Petronila (fallecida en 1216), casada con Bartolomé de Roye (fallecido en 1237), gran chambelán de Francia.[2]

Este matrimonio aportaría el condado Leceister en la familia, volviendo a producirse el problema de la doble soberanía.